# Hekatompedon
Als Hekatompedon (Neutrum zu altgriechisch ἑκατόμπεδος ‚hundertfüßig‘, aus hekaton ἑκατόν ‚hundert‘ und pous πούς ‚Fuß‘, auch Hekatompedos) bezeichnet man seit der Antike griechische Tempel, die eine Länge von 100 Fuß besaßen. Oftmals ist diese Angabe auch nur auf die Länge der Cella, des inneren Hauptraums eines Tempels bezogen, während der Tempel selbst wesentlich länger sein konnte.
Beispiele für Hekatompedon-Tempel:
- In der Literatur wird manchmal der alte Athena-Tempel auf der Akropolis in Athen als Hekatompedon angesprochen.
- Tempel B in Thermos
- Tempel C in Thermos
- Heraion II auf Samos

Das Adjektiv hekatompedos findet sich auch mehrfach in Inschriften, allerdings nicht immer in einheitlicher Bedeutung. Beispielsweise bezieht sich die Hekatompedon-Inschrift von der Athener Akropolis eher auf einen 100 Fuß langen Bezirk.
Hekatompedos ist auch eine bei Plutarch (vitae parallelae: Dion 45.5) genannte Ortsbezeichnung in Syrakus, vielleicht eine 100 Fuß breite Straße.